# Medal of Honor : Débarquement allié
Medal of Honor : Débarquement Allié, (« Medal of Honor: Allied Assault » en version originale) est un jeu vidéo de tir à la première personne de la série Medal of Honor développé par le studio 2015 et édité par Electronic Arts en 2002 sur PC, Mac et Linux
Deux extensions ont suivi le jeu original : En Formation (Spearhead) en décembre 2002 et L'Offensive (Breaktrough) en octobre 2003.
Le jeu a bénéficié de deux rééditions. En 2003 avec un coffret Deluxe rassemblant le jeu original, sa première extension ainsi qu'un CD supplémentaire contenant la bande son de Débarquement allié et une présentation de Medal of Honor : Batailles du Pacifique. En 2004 à travers un coffret nommé Édition Collector contenant ses deux extensions.
Le moteur du jeu est une version améliorée du Quake III engine créée par id Software et utilisée pour d'autres jeux de tir à la première personne.

## Vue d'ensemble
Medal of Honor : Débarquement allié mélange réalité et fiction et dispose d'une mise en scène scriptée, donc prévue à l'avance par les développeurs. Ce système limite la liberté d'action du joueur, mais donne au jeu une ambiance très cinématographique, renforcée par une bande son soignée, que ce soit au niveau des effets sonores ou de la musique, composée par Michael Giacchino, déjà à l'origine de celle des premiers Medal of Honor sur PlayStation.
Le mode solo se compose de 30 niveaux répartis en 6 grandes missions se déroulant sur les théâtres d'opération européen et nord-africain, de 1942 à 1945. Le joueur incarne le lieutenant Mike Powell, soldat américain appartenant au 1er bataillon d'infanterie de rangers et travaillant pour l'OSS

## Campagne solo
Mission 1 - Operation Torch — Le Lt. Powell a pour objectif, avec l'aide d'un petit groupe de rangers, de prendre possession d'un petit village occupé par les Allemands près d'Arzew, en Algérie, de détruire des batteries d'artillerie dirigées vers la côte et pouvant gêner le succès de l'opération Torch, le débarquement allié en Afrique du Nord et de sauver le commandant Jack Grillo, un agent anglais appartenant au SAS capturé et emprisonné avant d'avoir pu remplir sa mission sur place. Après avoir perdu tous les hommes de son unité dans une embuscade et avoir libéré Grillo, le joueur aura, avec l'aide de celui-ci, à remplir certains objectifs en plus de celui d'origine, principalement la destruction ou le sabotage de matériel allemand appartenant à l'Afrika Korps dans le but de le paralyser et de faciliter le débarquement allié.
Mission 2 - U-529 par le fond — Le Lt. Powell a pour mission d'infiltrer une base allemande de la Kriegsmarine se situant dans la ville de Trondheim, en Norvège avec l'aide du commandant Grillo, déjà infiltré, et de la résistance norvégienne. Les objectifs sont de détruire le NAXOS, un prototype de sonar allemand pouvant dangereusement nuire à la victoire des alliés dans la bataille de l'Atlantique, de voler certains documents et plans secrets et de saboter le U-529, un U-Boot stationné dans la base. Grillo se faisant tuer dès le début de l'opération, le joueur se retrouve seul pour la poursuivre et aura à se procurer uniforme, papiers allemands et à utiliser son silencieux pour entrer dans le complexe et remplir ses objectifs sans se faire repérer avant de s'enfuir en train sous les tirs ennemis une fois ceux-ci remplis.
Mission 3 - Operation Overlord — Dans cette troisième campagne, le Lt. Powell est affecté au 2e bataillon de Rangers US. Sa première mission est de débarquer sur la plage d'Omaha Beach, le 6 juin 1944, de survivre à cet assaut, puis de nettoyer les bunkers tirant sur la plage. Par la suite, il participera à la bataille de Normandie en remplissant, avec l'aide d'un officier, le capitaine Ramsey, divers objectifs, comme le sauvetage de paras appartenant à la 101e division aéroportée assiégés dans une ferme et pris a partie par des snipers où la destruction de batteries de lance-roquettes allemands Nebelwerfer. À noter que pour cette campagne, et en particulier la mission du débarquement, les développeurs se sont inspirés du film Il faut sauver le soldat Ryan (Saving Private Ryan) de Steven Spielberg, sorti en 1998.
Mission 4 - Derrière les lignes ennemies — Le Lt. Powell a pour mission de contacter la résistance via une femme du nom de Manon Baptiste (déjà présente en tant que personnage incarné par le joueur dans Medal of Honor : Résistance, sorti en 2000 sur PlayStation) et de retrouver un officier américain et son pilote s'étant écrasés avec leur appareil de reconnaissance en France occupée. Après avoir sauvé le pilote, seul survivant du crash et contacté Manon, lui procurant une arme silencieuse, le joueur aura à remplir plusieurs objectifs : infiltration d'une zone sécurisée afin de détruire plusieurs chars Tigre, sabotage d'une voie ferrée, puis, avec l'aide d'un membre de la résistance, infiltration dans un manoir servant de QG aux allemands afin de voler des plans de batailles et des documents relatifs au char lourd Tigre royal.
Mission 5 - Les derniers jours du Tigre — L'objectif principal du Lt. Powell dans cette mission est de voler un char Tigre royal et de prendre possession de l'estuaire bordant la ville de Brest en Bretagne afin de faciliter sa prise par les alliés. Le joueur débute dans une bourgade en ruines infestée de snipers allemands. Ses objectifs sont de retrouver le groupe d'hommes formés pour servir d'équipage au Tigre, d'atteindre celui-ci tout en gardant l'équipage en vie, puis d'en prendre le contrôle pour atteindre l'estuaire. Une fois celui-ci atteint, le joueur quitte le char et a pour mission de se poster à un endroit stratégique afin d'éliminer les soldats allemands tentant de déclencher la destruction du pont, puis d'appeler des renforts aériens à l'aide de jumelles et d'une radio dans le but d'aider le Tigre royal assaillis par des blindés ennemis.
Mission 6 - Retour à Schmerzen — Le Lt. Powell est parachuté en Allemagne avec pour principal objectif de détruire un complexe fabriquant du gaz moutarde appelé Fort Schmerzen ayant repris ses activités après un premier sabotage effectué par le Lt. James Patterson (personnage incarné par le joueur dans le premier Medal of Honor sorti sur PlayStation en 1999). Le joueur débute dans une forêt enneigée avec pour premier objectif de détruire deux canons de DCA dans la zone. Il aura ensuite à infiltrer un complexe fabriquant des fusils d'assaut StG44 afin d'y voler des documents et de les détruire, puis un village et une gare afin de saboter des transmissions et de détourner un train vers Schmerzen à l'aide d'un faux message radio pour enfin atteindre et prendre d'assaut le fort accompagné d'un groupe de rangers. Il peut prendre le contrôle d'un panzer special depuis la tourelle.

## Extensions

### En formation
En formation (Spearhead) est la première extension de MOHDA. Elle a été développée par EA Los Angeles (EALA). Dans Spearhead, le joueur incarne le sergent Jack Barnes, soldat appartenant au 501e R.I.P. de la 101e division aéroportée américaine.
Le mode solo se compose de 9 missions réparties en 3 campagnes.
- Première partie — Le joueur a pour mission de sauter au-dessus de la Normandie, le 6 juin 1944 dans le cadre de l'opération Overlord. Après son atterrissage dans une grange et un petit moment perdu seul en territoire ennemi, le joueur prend contact avec des paras de la 6e division aéroportée britannique avec lesquels il termine cette campagne en remplissant certains objectifs, comme l'élimination d'un officier allemand et la destruction d'un pont dans le but de faire dérailler un train et de positions d'artillerie pouvant gêner le débarquement allié.
- Seconde partie — Le joueur combat en Belgique lors de la bataille des Ardennes, au cours de l'hiver 1944-45. Le premier objectif du joueur dans cette mission est de détruire des batteries de lance-roquettes allemands Nebelwerfer pilonnant les positions alliées. Il aura ensuite à voler un Half-Track afin d'escorter un convoi américain à travers les défenses ennemies, puis à prendre et à nettoyer un village occupé par les Allemands. Certains passages de cette campagne rappellent la série Frères d'armes (Band of Brothers), sortie en 2001.
- Troisième partie — Dans cette troisième et dernière partie, le joueur combat aux côtés des Soviétiques en Allemagne, dans le Berlin dévasté de 1945. Ses objectifs sont de localiser un appareil allié abattu et de voler certains documents confidentiels tout en affrontant les troupes allemandes dispersées dans la ville et leurs snipers cachés dans les ruines. La dernière mission de cette campagne se déroule à bord d'un char T-34 avec lequel le joueur a pour mission de défendre un pont dans l'attente de renforts aériens alliés.

Cette extension ajoute l'armée soviétique ainsi que l'armée britannique et 15 nouvelles armes.
Elle reçoit la note de 13/20 dans Jeux vidéo Magazine et de 15/20 sur Jeuxvideo.com

### L'Offensive
L'Offensive (Breakthrough) est la seconde extension de MOHDA, cette fois développée par TKO Software. Dans Breaktrough, le joueur incarne le sergent John Baker de la 34e division d'infanterie américaine.
Le mode solo se compose de 10 missions réparties en 3 campagnes.
- Première partie — Le joueur débute en 1943, en pleine campagne d'Afrique du Nord, au cours de la bataille de Kasserine. On est d'abord au beau milieu d'une bataille de chars contre l'Afrikakorps durant une tempête de sable. Ses objectifs dans cette mission sont de détruire où de saboter du matériel ennemi et d'escorter un char anti-mines. Le joueur part ensuite pour Bizerte. Ses objectifs dans cette mission sont de libérer des soldats britanniques fait prisonniers, puis de prendre contact avec un agent allemand, collaborant avec les alliés, du nom de Kneiffler, celui-ci devant l'aider à se frayer un chemin dans les défenses allemandes afin de voler des documents et de saboter un cargo.
- Seconde partie — Le joueur débute dans un planeur, en 1943, au cours de la campagne de Sicile. Pris sous des tirs de DCA, celui-ci s'écrase, laissant le joueur seul en territoire ennemi. À partir de là, le joueur a pour objectif de détruire 6 canons de DCA, avant de rejoindre et de venir en aide à des paras en plein combat. Par la suite, il aura à infiltrer un aérodrome afin d'y détruire des appareils ennemis dans le but de faciliter l'avancée alliée, avant de venir en aide à des unités de la 82e division aéroportée assiégées dans un village et de le défendre.
- Troisième partie — Dans cette troisième partie, le joueur participe aux batailles de Monte Cassino et d'Anzio dans le cadre de la campagne d'Italie, s'étant déroulée de 1943 à 1945. Ses principaux objectifs sont de venir en aide à des unités alliées tout en affrontant l'ennemi et en détruisant son matériel. Dans la troisième mission, le joueur a pour objectif de détruire deux énormes canons K5 sur rails. Cet objectif rempli, il prend part à une ultime bataille ayant pour but de prendre possession d'une hauteur occupée par l'ennemi, le Monte Battaglia.

Cette extension ajoute l'armée italienne ainsi que 6 nouvelles armes.
Elle reçoit la note de 15/20 sur Jeuxvideo.com.

## Multijoueur
Le mode multijoueur de MOHDA accepte jusqu'à 64 joueurs simultanément dans une partie et se compose de 5 modes de jeu.
- Deathmatch : match à mort ;
- Team Deathmatch : match à mort en équipe ;
- Objective Match : une équipe doit protéger des objectifs précis tandis que l'équipe adverse doit tout faire pour les voler ou les détruire ;
- Round-Based Match : match en plusieurs manches ;
- Liberation : match en équipe dans lequel les joueurs tués renaissent dans une prison et doivent être libérés par leurs coéquipiers.

## En compétition
Le jeu vidéo Medal of Honor: Allied Assaul a été joué professionnellement en esport. Ces compétitions ont été suivies par une communauté de joueurs passionnés et ont contribué à la popularité continue du jeu.[réf. nécessaire]

## Postérité
Ce jeu fut le premier jeu de guerre mixant combats collectifs, infiltration et sabotage (souvent déguisé avec un uniforme Allemand), où dans ce cas-ci, vous serez souvent en solitaire. Les soldats qui vous accompagnent ne feront en général que vous suivre et se garderont de jouer les éclaireurs.
Medal of Honor : Débarquement allié est également reconnu grâce à sa reproduction du débarquement de Omaha Beach basé sur le film Il faut sauver le soldat Ryan, étant extrêmement fidèle et la phase la plus réussie du jeu, très appréciée par les fans du genre.